# Lebedodes cossula
Lebedodes cossula is een vlinder uit de familie van de Metarbelidae. De wetenschappelijke naam van de soort is voor het eerst gepubliceerd in 1893 door William Jacob Holland.
Deze soort komt voor in Equatoriaal Guinea en Gabon.